# Nicolas I. Boucherat
Nicolas I Boucherat (* 1515 in Pont-sur-Seine, Aube; † 12. März 1586) war 1571–1583/84 Abt von Cîteaux und somit Generalabt der Zisterzienser.

## Familie
Seine Heimatstadt Pont-sur-Seine hieß bis zur Französischen Revolution Pont-le-Roi. Er entstammte einer alteingesessenen Familie in der Champagne, aus der mehrere hochrangige Offiziere, Beamte und Geistliche hervorgegangen sind. Sein Onkel, Nicolas Boucherat, war Abt des Zisterzienserklosters Notre-Dame de Reclus in der Diözese Troyes; sein Bruder Edmond wurde 1557 Generalanwalt am Pariser Parlament.

## Ordensjugend und erste Ämter
Boucherat trat in die Abtei Le Reclus ein, wo sein Onkel Abt war. Im Jahr 1534 promovierte Nicolas in Paris. In Reclus wurde er Prior; später arbeitete er im Vatikan als Generalprokurator seines Ordens, aber es ist nicht bekannt, wann. Auf jeden Fall ist er als einer der wenigen Zisterzienser dokumentiert, die an den Sitzungen des Konzils von Trient teilnahmen.

## Generalabt
Am 12. Dezember 1571 wurde Boucherat zum Abt von Cîteaux gewählt. In den Jahren 1572, 1573 und 1574 unternahm Boucherat Visitationsreisen durch die niederdeutschen und oberdeutschen Provinzen. Im Frühjahr 1561 oder 1569 besuchte Boucherat die Zisterzienserabteien im Kirchenstaat und in den Königreichen Neapel und Sizilien. In vielen Fällen handelte es sich um Kommendatarabteien, d. h. um Abteien, die als Finanzanlagen geführt wurden und nur wenig klösterliches Leben hatten. Die Visitationsberichte sind erhalten. Dort, wo noch Mönche in diesen Klöstern lebten, bemühte sich Boucherat um die Verbesserung der Disziplin.
Er bemühte sich um die Wiedereinführung von regelmäßigen Generalkapiteln. Im Jahr 1573 nahmen nur 19 Äbte an einem teil, das nächste Kapitel fand erst nach fünf Jahren statt, mit 25 Äbten, und 1584 wieder mit 24 Äbten.
Am 11. Januar 1578 erhielt er von König Heinrich III. ein Patent, das dem Abt und allen seinen Nachfolgern das Amt des Doyens des burgundischen Parlaments garantierte. Die Rede, die Boucherat am 18. Juni 1578 vor dem König hielt, erschien noch im selben Jahr im Druck, zusammen mit der (missbilligenden) Antwort des Königs. Boucherats Bemühungen, die Dekrete des Konzils von Trient in Frankreich umzusetzen, blieben erfolglos.
In Cîteaux ließ Boucherat einen neuen Hochaltar mit einem großen Retabel und 25 Fuß großen Kupferfiguren sowie sein eigenes Grabmal mit seiner lebensgroßen Statue, ebenfalls aus Kupfer, auf der Evangelienseite der Abteikirche errichten. Der Chronist Nicolas Cotheret beziffert die Kosten für beide Arbeiten auf 12.300 Livres. 1576 mussten die Grangie Toutenant, eine der ältesten Grangien von Cîteaux, und andere Besitztümer verkauft werden, um Schulden zu begleichen. Sie waren die Folge einer langen Periode der Misswirtschaft der Abtei. Im Jahr 1576 besetzten Soldaten die Abtei und plünderten alle Vorräte, ließen aber die Gebäude unversehrt.
Im Dezember 1583 trat Boucherat zurück, nachdem er sich eine jährliche Rente von 1200 Livres gesichert hatte. Außerdem kaufte er 1584 eine Mühle in Gilly, deren Erlös für die Feier von Messen zu seinem Seelenheil in alle Ewigkeit verwendet werden sollte. Diese Vereinbarung wurde noch im selben Jahr vom Generalkapitel bestätigt. Nicolas Boucherat starb am 12. März 1586 und wurde in der Abteikirche in der Nähe des Hochaltars beigesetzt. Sein Grab wurde ebenso wie die kupfernen Altarstatuen 1589 von Hugenotten zerstört, aber 1601 durch eine Nachbildung ersetzt.

## Werke
- Remonstrance faite au roy le 18 de iuin 1578 en la ville de Rouen par Frère Nicolas Boucherat, abbé de Cisteaux : pour & au nom des estats de Bourgogne : ensemble la responce de Sa Maiesté [S.l. : s.n.], 1578 und Dijon, J. des Planches, 1579. [Digitalisat]